# Brotterode
Brotterode is een stadsdeel van de gemeente Brotterode-Trusetal in de Duitse deelstaat Thüringen. Op 1 december 2011 werd de stad in de gemeente Trusetal opgenomen en werd deze hernoemd in de stad Brotterode-Trusetal.